# Lliga de Sierra Leone de futbol
La lliga de Sierra Leone de futbol (Sierra Leone National Premier League) és la màxima competició futbolística de Sierra Leone. És organitzada per la Sierra Leone Football Association. Fou creada l'any 1967.
Tots els clubs campions (a data d'octubre 2008) són equips de la capital Freetown. La lliga és patrocinada pel Sierra Leone Commercial Bank.

## Clubs participants temporada 2019
| Club                 | Ciutat     | Estadi                |
| -------------------- | ---------- | --------------------- |
| Anti Drugs Strikers  | Newton     | Dems field Wellington |
| Bo Rangers           | Bo         | Bo Stadium            |
| Central Parade       | Freetown   | National Stadium      |
| Diamond Stars        | Koidu Town | Koidu Sports Stadium  |
| East End Lions       | Freetown   | National Stadium      |
| Freetown City        | Freetown   | National Stadium      |
| Eastern Tigers Stars | Lungi      | Lungi Field           |
| Kallon               | Freetown   | National Stadium      |
| Mighty Blackpool     | Freetown   | National Stadium      |
| Old Edwardians       | Freetown   | National Stadium      |
| Ports Authority      | Freetown   | National Stadium      |
| Kamboi Eagles        | Kenema     | Town Field            |
| SLRA                 | Makeni     | EBK Stadium           |

## Historial
Font:
Western Area FA
- 1967: Blackpool
- 1968: Old Edwardians
- 1969: Bolton Nationale
- 1970: Ports Authority
- 1971: Ports Authority
- 1972-73: Desconegut
- 1974: Blackpool
- 1975-76: Blackpool
- 1976-77: No finalitzà
- 1977-78: Blackpool
- 1978-80: Desconegut

National League
- 1980:  East End Lions (1)
- 1981:  Real Republicans (1)
- 1982:  Sierra Fisheries (1)
- 1983:  Real Republicans (2)
- 1984:  Real Republicans (3)
- 1985:  East End Lions (2)
- 1986:  Old Edwardians (1)
- 1987:  Sierra Fisheries (2)
- 1988:  Mighty Blackpool (1)
- 1989:  Freetown United (1)
- 1990:  Old Edwardians (2)
- 1991:  Mighty Blackpool (2)[a]
- 1992:  East End Lions (3)
- 1993:  East End Lions (4)
- 1994:  East End Lions (5)
- 1995:  Ports Authority (1)
- 1996:  Mighty Blackpool (3)
- 1997:  East End Lions (6)
- 1998:  Mighty Blackpool (4)
- 1999:  East End Lions (7)
- 2000:  Mighty Blackpool (5)
- 2001:  Mighty Blackpool (6)
- 2002: No es disputà
- 2003: No es disputà
- 2004: No es disputà
- 2005:  East End Lions (8)
- 2006:  FC Kallon (3)
- 2007-08:  Ports Authority (2)
- 2009:  East End Lions (9)
- 2010:  East End Lions (10)
- 2011:  Ports Authority (3)
- 2012:  Diamond Stars (1)
- 2013:  Diamond Stars (2)
- 2014:  East End Lions (11)
- 2015: No es disputà
- 2016: No es disputà[b]
- 2017: No es disputà
- 2018: No es disputà
- 2019:  East End Lions (12)
- 2020: Abandonat
- 2021-22:  Bo Rangers (1)
- 2022-23:  Bo Rangers (2)